# Linia Autazawodskaja
Linia Autazawodskaja – jedna z linii metra w Mińsku. Linia została otwarta w 1990 roku i przecina miasto na osi północny zachód - południowy wschód. Obecnie składa się z 14 stacji i ma 18,1 km długości. Przejazd od początkowej do końcowej stacji trwa 27 minut. Linia kursuje od godz. 5:30 do godz. 1:00. W dni robocze w godzinach szczytu kursy odbywają się co 2 minuty, w soboty co 5 minut, a w niedziele co 6 minut.

## Historia budowy
| Odcinek                          | Data otwarcia    |
| -------------------------------- | ---------------- |
| Traktarny zawod – Frunzienskaja  | 31 grudnia 1990  |
| Pierszamajskaja                  | 28 maja 1991     |
| Frunzienskaja – Puszkinskaja     | 3 lipca 1995     |
| Traktarny zawod – Autazawodskaja | 7 listopada 1997 |
| Autazawodskaja – Mahilouskaja    | 5 września 2001  |
| Puszkinskaja – Kamiennaja Horka  | 7 listopada 2005 |

## Lista stacji
| Kod | Nazwa                                                   | Rok otwarcia |
| --- | ------------------------------------------------------- | ------------ |
| 210 | Mahilouskaja                                            | 2001         |
| 211 | Autazawodskaja                                          | 1997         |
| 212 | Partyzanskaja                                           | 1997         |
| 213 | Traktarny Zawod                                         | 1990         |
| 214 | Praletarskaja                                           | 1990         |
| 215 | Pierszamajskaja                                         | 1991         |
| 216 | Kupałauskaja (stacja przesiadkowa na linię Maskouskają) | 1990         |
| 217 | Niamiha                                                 | 1990         |
| 218 | Fruznienskaja                                           | 1990         |
| 219 | Maładziożnaja                                           | 1995         |
| 220 | Puszkinskaja                                            | 1995         |
| 221 | Spartyunaja                                             | 2005         |
| 222 | Kuncauszczyna                                           | 2005         |
| 223 | Kamiennaja Horka                                        | 2005         |